# 김철욱
김철욱(1992년 6월 25일~ )은 대한민국의 농구선수이며 포지션은 센터이다.

## 경희대학교 시절
2016년 KBL 신인드래프트에서 전체 8순위로 안양 KGC인삼공사에 지명되었다.

## 출신학교
- 제물포고등학교
- 경희대학교

## 수상
- 2011년 제5회 KBL NBA 유소년 농구캠프 최우수선수상

## 경력
- 2016년 제 39회 이상백배 한일 대학농구선발대회 국가대표